# Sabulodes pumilis
Sabulodes pumilis är en fjärilsart som beskrevs av Paul Dognin 1900. Sabulodes pumilis ingår i släktet Sabulodes och familjen mätare. Inga underarter finns listade.